# St. Josef (Harbke)

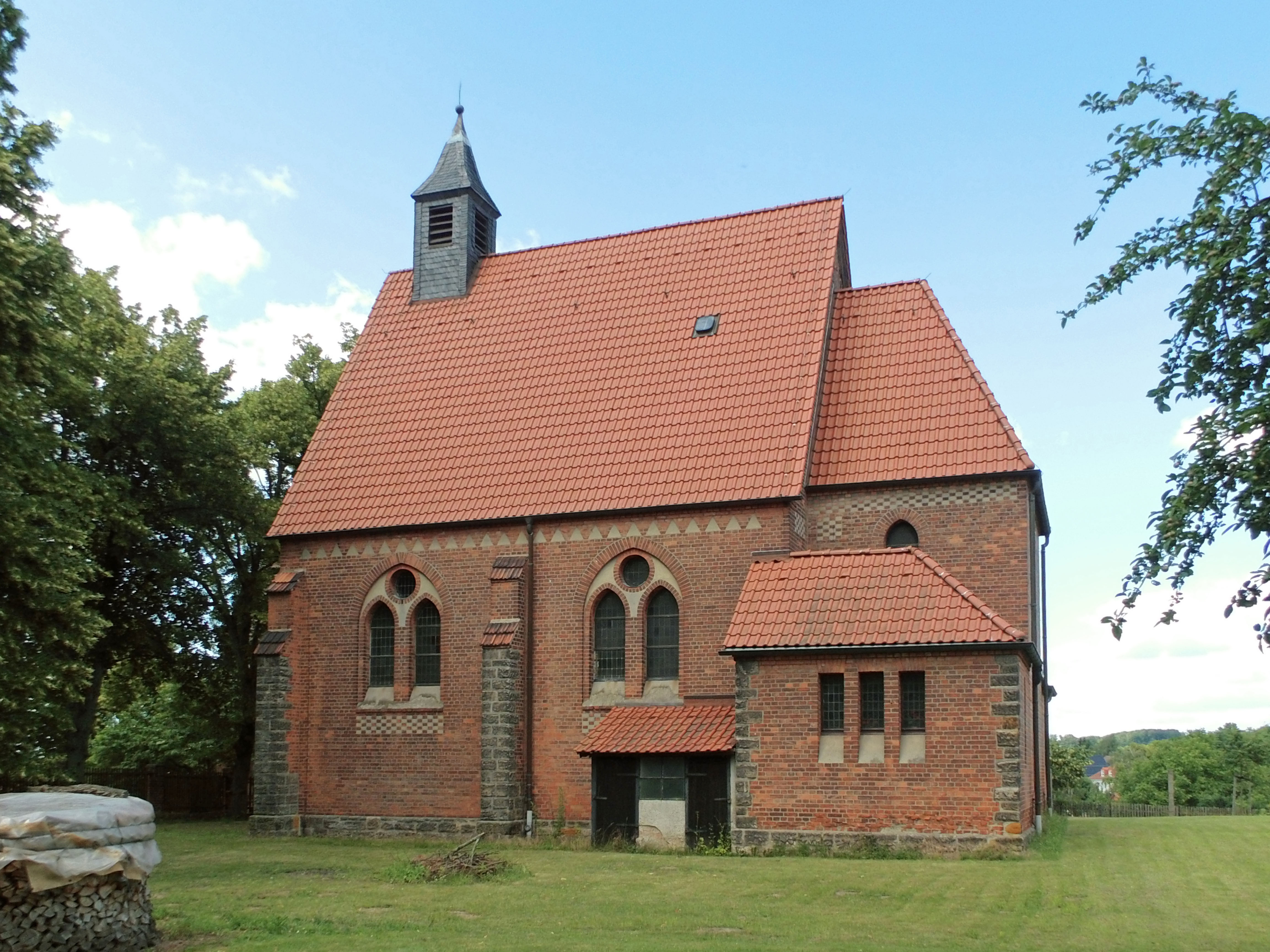
Außenansicht

Die Kirche Sankt Josef ist die katholische Kirche in Harbke, einer Gemeinde im Landkreis Börde in Sachsen-Anhalt. Sie gehört zur Pfarrei „St. Marien“ mit Sitz in Oschersleben, im Dekanat Egeln des Bistums Magdeburg. Die nach dem heiligen Josef von Nazaret benannte Kirche befindet sich am südwestlichen Ortsrand von Harbke, an der Straße Thymiansberg, und ist im Denkmalverzeichnis des Landes Sachsen-Anhalt unter der Erfassungsnummer 094 56213 als Baudenkmal aufgeführt.

## Geschichte
Im 16. Jahrhundert wurde die Bevölkerung und die Kirche in Harbke durch die Einführung der Reformation evangelisch-lutherisch.
Mit dem durch die Industrialisierung ausgelösten Arbeitskräftebedarf siedelten sich auch wieder Katholiken im Raum Harbke an. Neben dem Bergbau im Helmstedter Braunkohlerevier, der Brikettfabrik und der Landwirtschaft bot das 1909 in Betrieb genommene Kraftwerk Harbke Arbeitsmöglichkeiten.
Von 1865 an gehörten die Katholiken in Harbke an zur Missionspfarrei Hötensleben, später zur 1906 gegründeten Filialvikarie Völpke, anschließend zur 1910 gegründeten Vikarie Sommerschenburg.
Von Weihnachten 1909 an fanden in Harbke bereits katholische Gottesdienste statt. Abgehalten zunächst durch Geistliche aus Helmstedt in der Gaststätte Michaelis, später durch Geistliche aus Sommerschenburg. 1910 wohnten gemäß einer Volkszählung bereits 190 Katholiken in Harbke.
Am 29. Juni 1913, dem Fest der heiligen Peter und Paul, oder nach anderer Quelle am 26. September 1913, erfolgte die Grundsteinlegung der Kirche. Am 9. November 1913 wurde sie durch Stefan Szymanski, den Pfarrer der Kirche St. Joseph und Augustinus (Hötensleben), benediziert. Zum Einzugsgebiet der Kirche gehörte neben Harbke damals auch Wulfersdorf.
Von 1945 bis 1990 lag die Kirche nur knapp zwei Kilometer von der Innerdeutschen Grenze entfernt. 1947 wurde im Schloss Harbke ein katholisches Kinderheim eingerichtet, in dem Krankenschwestern vom Regulierten Dritten Orden des hl. Franziskus aus Bad Warmbrunn wirkten. Am 26. Mai 1952 wurde die Grenze von der Volkspolizei vollständig abgeriegelt, was erhebliche negative Auswirkungen auf die Harbker Wirtschaft hatte. Infolgedessen wurde im Sommer 1952 ein Teil der Bergarbeiter aus dem Raum Harbke in das Mitteldeutsche Braunkohlengebiet umgesiedelt. Das Kinderheim im Schloss bestand noch bis 1955.
Am 13. Oktober 2007 wurde der Gemeindeverbund „Eilsleben – Großalsleben – Hadmersleben – Hamersleben – Hötensleben – Klein Oschersleben – Oschersleben – Sommerschenburg – Völpke“ errichtet, zu dem von da an auch die Harbker Kirche gehörte. Am 28. November 2010 entstand aus dem Gemeindeverbund die heutige Pfarrei „St. Marien“. Da die Zahl der Gottesdienstbesucher stark zurückgegangen ist, wird die Kirche seit 2011 nicht mehr für Sonntagsgottesdienste genutzt. Die Volkszählung in der Europäischen Union 2011 zeigte, dass von den 1628 Einwohnern Harbkes nur noch 67 der römisch-katholischen Kirche angehörten. Heute befindet sich die nächstliegende katholische Kirchen mit Sonntagsgottesdiensten etwa sechs Kilometer entfernt in Helmstedt im Bistum Hildesheim.

## Architektur und Ausstattung

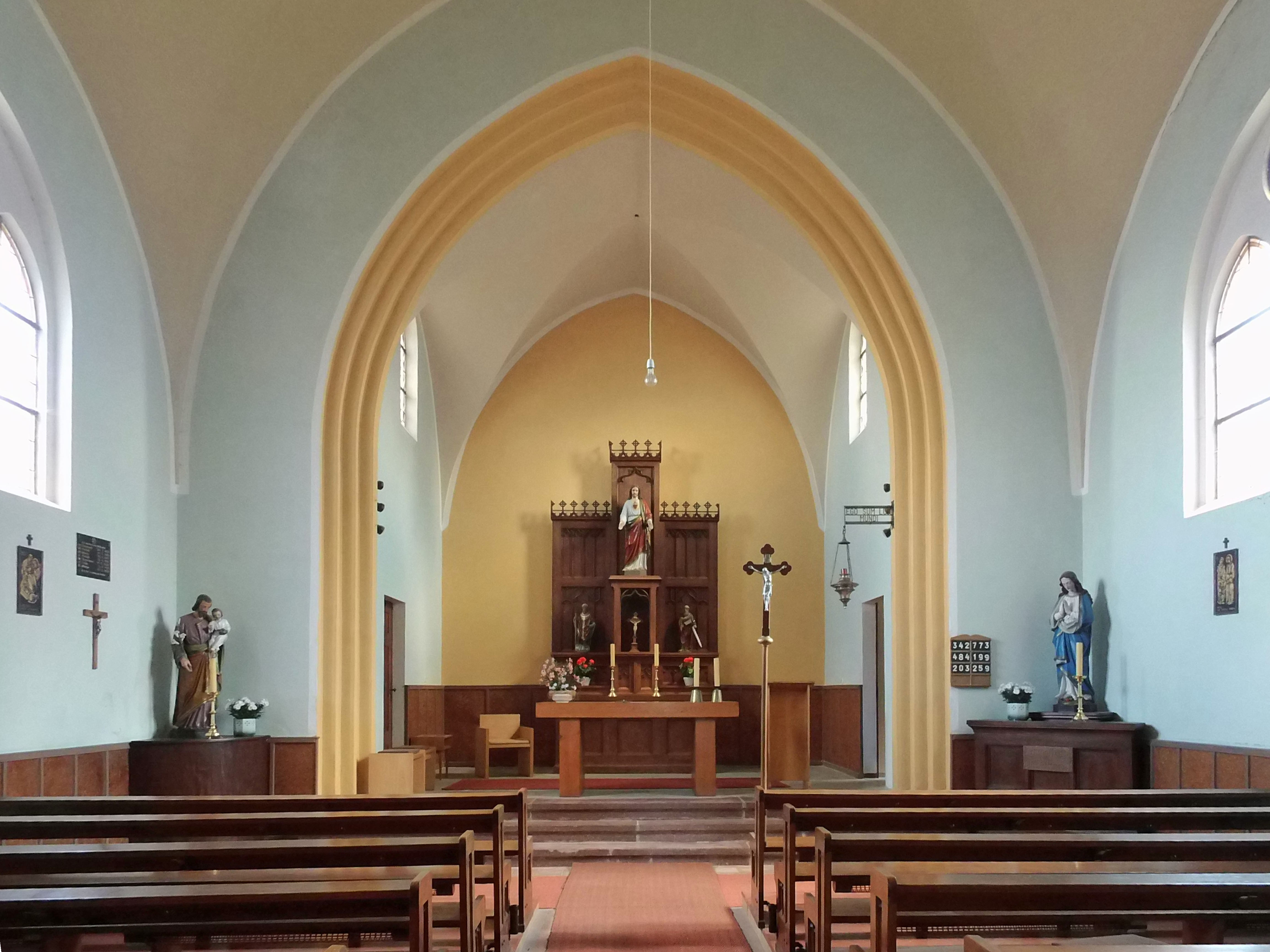
Innenansicht

Die geostete Kirche wurde nach Plänen des Architekten August Kaufhold aus Berlin-Friedenau erbaut, ausgeführt als neugotischer Backsteinbau mit Dachreiter. Sie verfügt über 84 Sitzplätze. Den Altarbereich dominiert eine Statue, die Jesus Christus mit seinem Heiligsten Herzen darstellt. Weitere Statuen im Altarraum zeigen die Missionare Bonifatius und Paulus von Tarsus. Zur Innenausstattung gehören ferner Statuen des heiligen Josef von Nazaret, dem Schutzpatron der Kirche, und Maria, der Mutter Jesu. Eine Gedenktafel nennt sieben von 1915 bis 1921 verstorbene Soldaten, ferner befinden sich an den Seitenwänden eine Kopie des Gnadenbildes Unserer Lieben Frau von der immerwährenden Hilfe und 14 Kreuzwegstationen. Auf der Empore befindet sich ein von der Firma Bongardt hergestelltes Harmonium, unter der Empore ein Beichtstuhl.